# Palilula (Svrljig)
Pour les articles homonymes, voir Palilula.
Palilula (en serbe cyrillique : Палилула) est un village de Serbie situé dans la municipalité de Svrljig, district de Nišava. Au recensement de 2011, il comptait 62 habitants.
Palilula est située sur les bords du Svrljiški Timok.

## Démographie
| 1948 | 1953 | 1961 | 1971 | 1981 | 1991 | 2002 | 2011 |
| ---- | ---- | ---- | ---- | ---- | ---- | ---- | ---- |
| 239  | 268  | 245  | 222  | 145  | 101  | 75   | 62   |

|  |